# Sarcophaga lini
Sarcophaga lini är en tvåvingeart som beskrevs av Sugiyama 1987. Sarcophaga lini ingår i släktet Sarcophaga och familjen köttflugor.
Artens utbredningsområde är Taiwan. Inga underarter finns listade i Catalogue of Life.